# مومو عينيا (مسلسل)
مومو عينيا هو مسلسل مغربي من إخراج هشام الجباري وبطولة مجموعة من الممثلين المغاربة على غرار محمد الجم، أحلام الزعيمي، سناء عكرود انس الباز وغيرهم.
تم عرض المسلسل لأول مرة على قناة الأولى بتاريخ الأول من نوفمبر 2017 بجودة عالية الدقة، في حين بلغ طول الحلقة الواحدة ما بين 25 إلى 35 دقيقة. في حين بثت الحلقة الأخيرة في السادس من فبراير 2018.
يتناول المسلسل قصة شابة كبرت في عهدة والدها الصارم نوعا ما والذي يرفض كل الخطاب الذين يتقدمون لها، إلى أن يتقدم لها خطيب غريب يصر على الزاوج بها رغم معارضة والدها.

## فكرة المسلسل
المسلسل مُقتبس من فيلم مصري كوميدي حمل عنوان عريس من جهة أمنية، وقد شارك فيه نُخبة من الممثلين المصريين على رأسهم عادل إمام، شريف منير وحلا شيحا.

## قصة المسلسل
تدور قصة الفيلم حول الشابة المدعوة كنزة (تجسد شخصيتها الممثلة سناء عكرود) والتي تعاني من تسلط والدها السيد عبد السلام (يُجسد الدور محمد الجم) وتدخله في شؤونها الخاصة، فتارة يرفض زواجها من شاب معين لا لسبب وتارة أخرى يتهمها بأنها عاقة ولا تستمع لنصائحه.
بعد عدة محاولات فاشلة في الزواج، يتقدم الشاب كريم والذي يعمل كطبيب أطفال (يُجسد دوره الممثل أنس الباز) من خطبتها بعد أن كان قد تعرف عليها من قبيل الصدفة لا غير، ومن هنا يبدأ صراعه مع والدها محاولا تخليصها منه من خلال العديد من الطرق، حيث يحاول في مناسبة إظهار شخصية رجولية يستطيع الوالد الثقة فيه ومنحه ابنته وفي مناسبة أخرى يحاول معاملة الوالد بطريقة نوعا ما قاسية ليؤكد له أنه هو الآخر يملك شخصية قوية ولن يستسلم في وجه كل الظروف.
بالرغم من كل محاولات الوالد المستبدة من أجل منع كريم من الزواج من كنزة، إلا أن هذا الثنائي ينجح في نهاية المطاف في عقد القران متجاوزا بذلك كل العقبات والتحديات التي وضعها لهما الأب عبد السلام في طريقهما، وبعد ذلك ينجبان طفلة صغيرة تعيش رفقتهما في حب وسلام.

## بطولة
| الممثل         | الدور      | أوصاف الشخصية |
| -------------- | ---------- | --- |
| سناء عكرود     | كنزة       | شابة تعاني من تسلط والدها الذي يُصر على عدم تزويجها خوفا عليها، لكنها في النهاية تقع في حب شاب أصر على الزواج بها مهما كان الثمن                                                 |
| أنس الباز      | كريم       | شاب غني ويعمل كطبيب أطفال، تعرف بالصدفة على كنزة ثم وقع في حبها، لكنه اصطدم بوالدها العنيد الذي رفض كل محاولاته في التقرب منها أو خطبتها على الأقل                              |
| محمد الجم      | عبد السلام | والد الفتاة الشابة، وهو شخص غني وطاعن في السن، بعدما فقد زوجته أصبح هدفه في الحياة أن يعثر على الزوج المناسب لابنته الوحيدة حتى لا يتركها تعاني من ورائه في حالة ما فارق الحياة |
| نعيمة إلياس    | غيثة       | والدة كريم التي تدخل في صراع لاحق مع عبد السلام بسبب تسلطه على ولدها ومحاولة إدخاله السجن                                                                                       |
| عادل أبا تراب  | شكون       | هو شاب يعمل كحارس شخصي للسيد عبد السلام وابنته _أو بالأحرى حارس شخصي لمنزله_ يمتاز كونه يُنفذ الأوامر كيف ما كانت مما يجعله محل ثقة لسيد المنزل                                  |
| فضيلة بن موسى  | دادا       | عاملة في منزل السيد عبد السلام، لها دور ثانوي في المسلسل |
| عبد الإله عاجل |            | دور ثانوي في المسلسل وهو أخ عبد السلام وعم كنزة |
| سكينة درابيل   | جميلة      | الصديقة المقربة من كنزة، هي تحب الشاب المتهور إدريس والذي تعتبره كل شيء في حياتها لكنه تافه ولا يستحق كل تلك الجدية والاهتمام                                                   |

## روابط خارجية
- صفحة المسلسل على الموقع الرسمي لقناة الأولى